# Магистральный (Псковская область)
Магистральный — упразднённый посёлок в Великолукском районе Псковской области. На момент упразднения входил в состав сельского поселения «Лычёвская волость». В 1997 году включен в состав города Великие Луки и исключен из учетных данных.

## География
Располагался к югу от города Великие Луки, вдоль федеральной трассы А122. Ныне жилой микрорайон в южной части города к востоку от Октябрьского проспекта.

## История
Решением Псковского облисполкома от 17.11.1983 г. № 453 населенный пункт Автобаза-40 переименован в посёлок Магистральный.
Постановлением областного Собрания депутатов № 364 от 24.04.1997 года населенный пункт снят с учетных данных.